# Jean-Marie Cuny
Pour les articles homonymes, voir Cuny.
Jean-Marie Cuny (né le 6 mai 1942 à Nancy) est un écrivain français et militant d'extrême droite.
Militant du Front national de Jean-Marie Le Pen puis du Mouvement national républicain (MNR), il s'inscrit dans le mouvement régionaliste lorrain.

## Biographie
Il fonde en 1974 et reste le rédacteur en chef de la La Revue lorraine populaire, devenue en mars 2010 La Nouvelle Revue lorraine, une revue régionaliste sur l'histoire de la Lorraine, ses terroirs et ses traditions,,.
En 1975, il crée à Nancy la Librairie lorraine, en Grande-Rue, en face du Musée lorrain ; elle disparaît en 2001,.

### Activités politiques
Jean-Yves Camus et René Monzat le décrivent comme un « monarchiste proche de [L]a Lorraine royaliste [...], aussi bien que du Bulletin légitimiste » et un « catholique traditionaliste », responsable de la région Lorraine du pèlerinage de Chartres.
En 1984, il est candidat aux élections européennes sur la liste du Front national,. Dans les années 1990, il collabore à La Lorraine royaliste, mensuel rattaché à l'Action française.
Après le Front national, il adhère au Mouvement national républicain (MNR) en 1998.

## Œuvres
- La Cuisine Lorraine, 1re édition, 1971.
- Nancy et ses environs, Paris, éditions Solar, 1977.
- Jeu de cartes sur la cuisine lorraine avec mini-livret, éditions Arts et Lettres.
- Nancy, Paris, Nouvelles Éditions latines, 1979.
- Autant en emporte le temps !, ill. de James Prunier, préface de Jean Borella, [s.l.], [s.n.], 1979.
- Les Bonnes recettes de nos villages, Jean-Marie Cuny, 1980.
- Saint Nicolas, Épinal, éditions de l'imagerie Pellerin, 1981.
- La Cuisine lorraine : recueil de 250 recettes de notre cuisine régionale, dessins de Bruno Carpentier, [s. l., s. n.], 1971.
- La Voie Royale, carnet de route à l'usage de la jeunesse, 1988.
- La Lorraine en Révolution, les éditions de l'Est, 1988.
- Drôle d'Époque !..., 1990.
- Histoire de la Lorraine, éditions Jean-Marie Cuny, 1990.
- La Voie Royale, carnet de route, nouvelle édition, 1991.
- L’Almanach Lorrain perpétuel, éditions Jean-Marie Cuny, 1992.
- Dictionnaire de la cuisine lorraine, Paris, éditions Bonneton, 1992.
- La Lorraine à table, Jean-Marie Cuny, Thionville, éditions Gérard Klopp, 1992.
- Nancy la belle, texte de Jean-Marie Cuny, photographies de Christian Jam, poésies de Marcel Cordier, Sarreguemines, éditions Pierron, 1980.
- Promenade en Vieille Ville de Nancy, Jean-Marie Cuny, Paris, Nouvelles Éditions latines, 1974.
- Saint-Nicolas, publié par l'Association Connaissance et Renaissance de la basilique de Saint-Nicolas-de-Port, Nancy, Librairie lorraine, 1978.
- Saint-Nicolas et Noël en Lorraine, Jean-Marie Cuny, Marie Vallas, Ingersheim, Éditions S.A.E.P, 1983  (ISBN 2-85669-048-3).
- Histoire de la Lorraine, éditions Jean-Marie Cuny, nouvelle édition, 1995.
- Charles-le-Hardi, Les éditions du Téméraire, 1995 (bande dessinée).
- L'Almanach du Lorrain, Terroirs de France éditions, années 1997, 1998, 1999, 2000 et 2001.
- Nancy, la visite guidée, 1998.
- La Cuisine Lorraine, éditions Gens de Lorraine, 1998 (nouvelle édition ré illustrée).
- Dictionnaire du nom des rues de Nancy, éditions Messene, 2001.
- L'Almanach Lorrain, éditions Serpenoise, années 2001 et 2002.
- Nancy, ville d'Art et d'Histoire, 2003.
- Vandœuvre-lès-Nancy, 2004.
- Guide de la cathédrale et des églises de Nancy, Strasbourg, éditions du Signe, 2004.
- Nancy, le guide de la ville, Strasbourg, éditions du Signe, 2004.
- Les Musées de la Ville-Vieille de Nancy, Strasbourg, éditions du Signe, 2004.
- Nancy, guide de l'Art Nouveau, Strasbourg, éditions du Signe, 2004.
- La basilique Saint-Epvre de Nancy, Strasbourg, éditions du Signe, 2004.
- Nancy, capitale aux portes d'or, Épinal, éditions du Sapin d'Or, 2005.
- Les rues de Nancy au fil du temps, Lyon, éditions le Mot Passant, 2005.
- La cuisine lorraine des quatre saisons, Jean-Marie Cuny, Millery-aux-Templiers, éditions Gens de Lorraine, 2005  (ISBN 2-9519154-4-6).
- L'épée de Jeanne et autres contes, Épinal, éditions du Sapin d'Or, 2006.
- À la soupe ! Recettes de soupes en Lorraine, Jean-Marie Cuny, Millery-aux-Templiers, éditions Gens de Lorraine, 2006  (ISBN 2-9526401-0-6).
- Notre Faubourg des Trois-Maisons, Jean-Marie Cuny, éditions Empreintes graphiques, 2006.
- Le Grand Saint Nicolas des Lorrains, Jean-Marie Cuny, éditions Connaissance et Renaissance de la Basilique de Saint-Nicolas-de-Port, 2006.
- Almanach-agenda des Pays Lorrains, Jean-Marie Cuny (en collaboration avec Huguette Max et autres), éditions L'Huillier (éditions 2005, 2006, 2007, 2008, 2009 et 2010 du même auteur et dans la même collection).
- Jeanne la Bonne Lorraine, Jean-Marie Cuny, Épinal, éditions du Sapin d'Or, 2009, 136 p.
- La Lorraine gourmande, Millery-aux-Templiers, éditions Gens de Lorraine, 2009, 143 p.
- Les vins de Lorraine, Millery-aux-Templiers, éditions Gens de Lorraine, 2010, 145 p.
- Saint-Nicolas avec Lola et Robin, Doris Lauer et Jean-Marie Cuny, éditions de l'Imagerie d'Épinal, 2010.
- Les recettes de saison de La Gazette Lorraine, recettes personnelles de Jean-Marie Cuny, éditions La Gazette lorraine, boîtier-lutrins, 2010.
- Si je la retrouve, je l'épouse et Damya, la maghrébine, Jean-Marie Cuny, Euryuniverse éditions, 2012, 139 p.
- La Lorraine d'antan à travers la carte postale ancienne, Jean-Marie Cuny, HC éditions, 2012, 160 p., 400 cartes postales anciennes. Réédition en 2015 chez HC éditions.
- Les chants des Poilus, recueil de chants de 14-18, Cercle d'histoire du Foyer rural de Laneuvelotte, 2013.
- Dictionnaire historique et ludique de la Lorraine, Jean-Marie Cuny, éditions du Sapin d'Or, 2014, 220 p.
- Recueil d'anecdotes historiques de Lorraine, Jean-Marie Cuny, éditions du Sapin d'Or, 2017, 164 p.
- Femmes étonnantes de Lorraine et d'ailleurs, Jean-Marie Cuny, éditions du Sapin d'Or, 2020, 140 p.
- Histoire de Laneuvelotte, collectif (en coll. avec Jean-Marie Cuny), Cercle d'histoire de Laneuvelotte, à paraître[11].
- L'Évangile de la table, Jean-Marie Cuny, Nancy, Éditions du Verbe Haut, 2021.
- René II. Le protecteur de la Lorraine, BD, texte de Jean-Marie Cuny et dessins de Baptiste Henry, Nancy, Éditions du Verbe Haut, 2022.
- Saint Nicolas protecteur des Lorrains, BD, texte de Jean-Marie Cuny et dessins de Baptiste Henry, Nancy, Éditions du Verbe Haut, 2022.
- Notre-Dame des Lorrains, Jean-Marie Cuny, Nancy, Éditions du Verbe Haut, 2022.
- Le Lorrain Barrès, Jean-Marie Cuny, Nancy, Éditions du Verbe Haut, 2023.
- La cuisine lorraine hier et aujourd'hui, Jean-Marie et Jacques Cuny, Nancy, Editions du Verbe Haut, 2025.